# I Classici del Giallo Mondadori dal 1401 al 1500
|  | I 100 precedenti: I Classici del Giallo Mondadori dal 1301 al 1400 |

## Dal 1401 al 1500
| N.   | Titolo italiano                          | Autore                  | Titolo originale                                                 | Anno originale                     | Pubblicazione  |
| ---- | ---------------------------------------- | ----------------------- | ---------------------------------------------------------------- | ---------------------------------- | -------------- |
| 1401 | La tomba insanguinata                    | Edgar Wallace           | Angel Esquire                                                    | 1908                               | ottobre 2017   |
| 1402 | Il falso ispettore                       | Peter Lovesey           | The False Inspector Dew                                          | 1982                               | novembre 2017  |
| 1403 | Un messaggio dagli spiriti               | Agatha Christie         | The Sittaford Mistery                                            | 1931                               | dicembre 2017  |
| 1404 | La casa delle metamorfosi                | Ellery Queen            | Halfway House                                                    | 1936                               | gennaio 2018   |
| 1405 | La casa dell'oscurità                    | Ethel Lina White        | Midnight House                                                   | 1942                               | febbraio 2018  |
| 1406 | La notte è per le streghe                | Erle Stanley Gardner    | Cats Prowl at Night                                              | 1943                               | marzo 2018     |
| 1407 | I ragni di ferro                         | Baynard H. Kendrick     | The Iron Spiders                                                 | 1936                               | aprile 2018    |
| 1408 | Il tunnel                                | Ross MacDonald          | The Dark Tunnel                                                  | 1944                               | maggio 2018    |
| 1409 | L'impronta dell'assassino                | Cornell Woolrich        | (antologia di 6 racconti)                                        | 1936-1942                          | giugno 2018    |
| 1410 | L'origine del male                       | Ellery Queen            | The Origin of Evil                                               | 1951                               | luglio 2018    |
| 1411 | L'occhio di gatto                        | Richard Austin Freeman  | The Cat's Eye                                                    | 1923                               | agosto 2018    |
| 1412 | La sfinge dormiente                      | John Dickson Carr       | The Sleeping Sphinx                                              | 1947                               | settembre 2018 |
| 1413 | Orme sulla sabbia                        | J.J. Connington         | Mistery at Lynden Sands                                          | 1928                               | ottobre 2018   |
| 1414 | Non sparate sul pianista                 | David Goodis            | Down There                                                       | 1953                               | novembre 2018  |
| 1415 | Delitto in cielo                         | Agatha Christie         | Death in the Clouds                                              | 1935                               | dicembre 2018  |
| 1416 | Il rovescio della medaglia               | Ellery Queen            | Double, Double                                                   | 1950                               | gennaio 2019   |
| 1417 | Perry Mason e la cliente misteriosa      | Erle Stanley Gardner    | The Case of the Stuttering Bishop                                | 1936                               | febbraio 2019  |
| 1418 | Cosmetici e veleni                       | Kenneth Flexner Fearing | The Generous Heart                                               | 1954                               | marzo 2019     |
| 1419 | Charlie Chan e il canto del cigno        | Earl Derr Biggers       | Keeper of the Keys                                               | 1932                               | aprile 2019    |
| 1420 | Il volto nell'ombra                      | Edgar Wallace           | The Face in the Night (o The Diamond Men, o The Ragged Princess) | 1924                               | maggio 2019    |
| 1421 | Ventimila hanno visto                    | Ellery Queen            | The American Gun Mistery                                         | 1933                               | giugno 2019    |
| 1422 | Svanita nel nulla                        | Ethel Lina White        | She Faded into Air                                               | 1941                               | luglio 2019    |
| 1423 | Morte di un dottore                      | D.M. Devine             | Doctors Also Die                                                 | 1962                               | agosto 2019    |
| 1424 | La casa della freccia                    | A. E. W. Mason          | The House of the Arrow                                           | 1924                               | settembre 2019 |
| 1425 | Per l'ultima volta, Kathleen             | Cornell Woolrich        | I'll Take You Home, Kathleen [e altri sei racconti]              | 1940                               | ottobre 2019   |
| 1426 | Dipartimento casi bizzarri               | Carter Dickson          |                                                                  |                                    | novembre 2019  |
| 1427 | L'urlo                                   | Margaret Millar         | Banshee                                                          | 1983                               | dicembre 2019  |
| 1428 | Il gatto che leggeva alla rovescia       | Lilian Jackson Braun    | The Cat Who Could Read Backward                                  | 1966                               | gennaio 2020   |
| 1429 | Dov'è Cicely?                            | Anthony Berkeley        | Cicely Disappears                                                | 1927                               | febbraio 2020  |
| 1430 | Le tre meduse                            | J. J. Connington        | Tragedy at Ravensthorpe                                          | 1927                               | marzo 2020     |
| 1431 | L'abate nero                             | Edgar Wallace           | The Black Abbot                                                  | 1926                               | aprile 2020    |
| 1432 | Le perle malate                          | A. E. W. Mason          | They Wouldn't Be Chessmen                                        | 1934                               | maggio 2020    |
| 1433 | L'occhio di Osiride                      | Richard Austin Freeman  | The Eye of Osiris                                                | 1911                               | giugno 2020    |
| 1434 | L'opale di Nonio                         | Jackson Gregory         | The House of the Opal                                            | 1932                               | luglio 2020    |
| 1435 | È scomparso un caro ometto               | Ethel Lina White        | The First Time He Died                                           | 1935                               | agosto 2020    |
| 1436 | La follia del diplomatico                | Henry Wade              | Diplomat's Folly                                                 | 1951                               | settembre 2020 |
| 1437 | Il re è morto                            | Ellery Queen            | The King is Dead                                                 | 1952                               | ottobre 2020   |
| 1438 | Maschera grigia                          | Patricia Wentworth      | Grey Mask                                                        | 1928                               | novembre 2020  |
| 1439 | Perry Mason e la sveglia sotterrata      | Erle Stanley Gardner    | The Case of the Buried Clock                                     | 1943                               | dicembre 2020  |
| 1440 | Il mistero delle due cugine              | Anna Katharine Green    | The Leavenworth Case                                             | 1878                               | gennaio 2021   |
| 1441 | Il volto macchiato                       | R. A. J. Walling        | The Corpse with the Dirty Face                                   | 1936                               | febbraio 2021  |
| 1442 | Il seme dell'odio                        | Virginia Perdue         | He Fell Down Dead                                                | 1943                               | marzo 2021     |
| 1443 | Troppi suicidi                           | Reginald Hill           | Bones and Silence                                                | 1990                               | aprile 2021    |
| 1444 | Uno studio in nero                       | Ellery Queen            | A Study in Terror                                                | 1966                               | maggio 2021    |
| 1445 | Il problema del signor Priestley         | Anthony Berkeley        | Mr Priestley's Problem                                           | 1927                               | giugno 2021    |
| 1446 | Perry Mason e le zampe di velluto        | Erle Stanley Gardner    | The Case of the Velvet Claws                                     | 1933                               | luglio 2021    |
| 1447 | Incendio a bordo                         | James Hadley Chase      | Lay Her Among the Lilies                                         | 1950                               | agosto 2021    |
| 1448 | L'angelo della morte                     | Nicholas Blake          | The Private Wound                                                | 1968                               | settembre 2021 |
| 1449 | L'enigma dei due biglietti               | J. J. Connington        | The Two Tickets Puzzle                                           | 1930                               | ottobre 2021   |
| 1450 | Il gatto dalle molte code                | Ellery Queen            | Cat of Many Tails                                                | 1949                               | novembre 2021  |
| 1451 | Post Scriptum                            | Dorothy Bowers          | Postscript to Poison                                             | 1938                               | dicembre 2021  |
| 1452 | Copritele il volto                       | P. D. James             | Cover Her Face                                                   | 1962                               | gennaio 2022   |
| 1453 | Quella casa in Tuesday Market            | J. S. Fletcher          | The House in Tuesday Market                                      | 1929                               | febbraio 2022  |
| 1454 | Il giudice è accusato                    | John Dickson Carr       | Death Turns the Tables o The Seat of the Scornful                | 1941                               | marzo 2022     |
| 1455 | Una strana vacanza                       | Elizabeth Gill          | Strange Holiday                                                  | 1927                               | aprile 2022    |
| 1456 | Il suo nome era morte                    | Fredric Brown           | His Name Was Death                                               | 1954                               | maggio 2022    |
| 1457 | Il sette bello                           | Alessandro Varaldo      |                                                                  | 1931                               | giugno 2022    |
| 1458 | Il paese del maleficio                   | Ellery Queen            | Calamity Town                                                    | 1942                               | luglio 2022    |
| 1459 | Una mente per uccidere                   | P.D. James              | A Mind to Murder                                                 | 1963                               | agosto 2022    |
| 1460 | Delitti in vetrina                       | Vernon Loder            | The Shop Window Murders                                          | 1930                               | settembre 2022 |
| 1461 | I serpenti della Cornovaglia             | Georgette Heyer         | Penhallow                                                        | 1942                               | ottobre 2022   |
| 1462 | La tabacchiera dell'imperatore           | John Dickson Carr       | The Emperor's Snuff-Box                                          | 1942                               | novembre 2022  |
| 1463 | Il mistero delle croci egizie            | Ellery Queen            | The Egyptian Cross Mystery                                       | 1932                               | dicembre 2022  |
| 1464 | Per cause innaturali                     | P.D. James              | Unnatural Causes                                                 | 1967                               | gennaio 2023   |
| 1465 | Delitto in libreria                      | Carolyn Wells           | Murder in the Bookshop                                           | 1936                               | febbraio 2023  |
| 1466 | L'ora del becchino                       | Margery Allingham       | More Work for the Undertaker                                     | 1948                               | marzo 2023     |
| 1467 | L'automa                                 | John Dickson Carr       | The Crooked Hinge                                                | 1938                               | aprile 2023    |
| 1468 | All'ombra del Big Ben                    | John V. Turner          | Below the Clock                                                  | 1936                               | maggio 2023    |
| 1469 | L'inquisitore                            | Rino Cammilleri         |                                                                  | 1991                               | giugno 2023    |
| 1470 | L'assassinio di Roger Ackroyd            | Agatha Christie         | The Murder of Roger Ackroyd                                      | 1926                               | luglio 2023    |
| 1471 | I due ritratti                           | Reginald Hill           | Pictures of Perfection                                           | 1994                               | agosto 2023    |
| 1472 | Colpite al cuore                         | Carter Dickson          | Seeing is Believing                                              | 1941                               | settembre 2023 |
| 1473 | Assassinio a Covent Garden               | William J. Makin        | The Covent Garden Murder                                         | 1930                               | ottobre 2023   |
| 1474 | Le falene assassinate e altri delitti    | Ellery Queen            | The Adventure of the Murdered Moths and Other Radio Mysteries    | (scritti tra 1939-1945) I ed. 2005 | novembre 2023  |
| 1475 | Il Natale di Poirot                      | Agatha Christie         | Hercule Poirot's Christmas                                       | 1938                               | dicembre 2023  |
| 1476 | L'affare D'Arblay                        | R. Austin Freeman       | The D'Arblay Mistery                                             | 1926                               | gennaio 2024   |
| 1477 | La scatola rossa                         | Rex Stout               | The Red Box                                                      | 1937                               | febbraio 2024  |
| 1478 | Patto mortale                            | John Arnold             | Murder!                                                          | 1926                               | marzo 2024     |
| 1479 | Lemmy Caution e il drago blu             | Peter Cheyney           | Can Ladies Kill?                                                 | 1938                               | aprile 2024    |
| 1480 | La pietra maledetta                      | Cornell Woolrich        | The Doom Stone                                                   | 1960                               | maggio 2024    |
| 1481 | Dieci incredibili giorni                 | Ellery Queen            | Ten Days' Wonder                                                 | 1948                               | giugno 2024    |
| 1482 | Macabro quiz                             | Agatha Christie         | Cat Among the Pigeons                                            | 1959                               | luglio 2024    |
| 1483 | Verità sepolte                           | Reginald Hill           | Under World                                                      | 1988                               | agosto 2024    |
| 1484 | Capro espiatorio                         | Robert Finnegan         | The Lying Ladies                                                 | 1946                               | settembre 2024 |
| 1485 | Nel cuore del lago                       | J.J. Connington         | The Boathouse Riddle                                             | 1931                               | ottobre 2024   |
| 1486 | Un Oscar per Hildegarde                  | Stuart Palmer           | Miss Withers Regrets                                             | 1948                               | novembre 2024  |
| 1487 | Tommy e Tuppence: in due s'indaga meglio | Agatha Christie         | Partners in Crime                                                | 1929                               | dicembre 2024  |
| 1488 | La zampa del gatto                       | Roger Scarlett          | Cat's Paw                                                        | 1931                               | gennaio 2025   |
| 1489 | Maschera bianca                          | Edgar Wallace           | White Face                                                       | 1930                               | febbraio 2025  |
| 1490 | I nove volti dell'assassino              | Philip MacDonald        | The List of Adrian Messenger                                     | 1959                               | marzo 2025     |
| 1491 | Carolus Deene e il giglio bianco         | Leo Bruce               | Jack on the Gallows Tree                                         | 1960                               | aprile 2025    |
| 1492 | Il colpevole                             | Rufus King              | The Case of the Constant God                                     | 1938                               | maggio 2025    |
| 1493 | La statua di cera                        | Peter Lovesey           | Waxwork                                                          | 1978                               | giugno 2025    |
| 1494 | La morte nel villaggio                   | Agatha Christie         | The Murder at the Vicarage                                       | ottobre 1930                       | luglio 2025    |

|  | I 100 successivi: I Classici del Giallo Mondadori dal 1501 al 1600 |